# Гранада (Никарагва)
Гранада (шпански изговор: [ɡɾаˈнаðа]) је град на западу Никарагве и главни град департмана Гранада. Са процењеном популацијом од 102.872 (2019), то је девети град по броју становника у Никарагви. Гранада је историјски један од најважнијих градова Никарагве, економски и политички. Има богато колонијално наслеђе, што се види у његовој архитектури и структури.
Гранада је имала аутохтоно становништво. 1524. године град је преименовао у Гранаду, Франциско Хернандез де Кордоба, и наводно, то је први европски град на копненој Америци. За разлику од других градова који тврде да се исти разликују, град Гранада није био само место освајања, већ и град регистрован у службеним евиденцијама Круне Арагонске и Краљевине Кастиље у Шпанији.
Гранада је такође позната и као Ла Гран Султана, што је одраз њеног маварског и андалузијског изгледа, за разлику од сестринског града и историјског ривала Леона, који приказује кастиљске трендове.

## Географија и екологија
Гранада се налази уз обалу језера Никарагва, двадесетог највећег језера на свету.
Гранада је главни град департмана Гранада, који се граничи са Боаком и Манагвом на северу, Масаја и Каразом на истоку и Ривасом на југу. У оквиру истог одељења, на северу кроз њега пролази река Типитапа која повезује језеро Манагву и Никарагву. Такође има три вулканске лагуне; Манарес, Генирзаро и чувени Апојо. Апојо, који се дели са департманом Масаја, највећа је вулканска лагуна у Никарагви. Гранада је веома топао град током целе године, са температурама сличним Манагви. То је због сличности у географији са њеном непосредном близином језера и окружено високим брдима. Киша у Гранади износи приближно између 1.100-2.100 мм годишње.
Вегетација око Гранаде одраз је њене климатологије. Суве и влажне шуме заобилазе вулкан Момбачо. Вулкан је такође дом широком спектру фауне. У језеру се налазе и многа створења, како морска, тако и слатководна. То је једино слатководно језеро на свету у којем живе бик ајкуле (Никарагва ајкула). Риболов у језеру је прилично добар, а рибари, како комерцијални, тако и рекреативни. Никарагва је недавно забранила риболов бик ајкуле због смањења популације.

## Култура
Гранада је, као и већина никарагванског Пацифика, насељена првенствено већином Креола који говоре шпански језик. Овде такође бораве људи из Сједињених Држава, Канаде, Шпаније, Немачке, Италије, Ирске, Аустрије, Холандије и Француске.
Донедавно је Никарагва доживљавала процват туристичке економије. То је заузврат привукло странце у Гранаду тражећи колонијалне домове за куповину, додајући све већи број Европљана и Американаца градском становништву. Цене некретнина порасле су након страног интереса и накнадних инвестиција. Међутим, са грађанским сукобом 2018. године, амерички Стејт департмент издао је савет за путовање, позивајући се на „грађанске немире, криминал, ограничену доступност здравствене заштите и самовољно спровођење закона.“  2020. издао је ниво 4 „Не путовати", саветодавно због Ковид 19.